# Cierva C.40
El Cierva C.40 fue un autogiro inglés diseñado por G.B.L. Ellis, Otto Reder, y J.A.J Bennett, y ensamblado por la British Aircraft Manufacturing Company en el London Air Park, Hanworth.

## Desarrollo
El C.40 fue el último autogiro producido por la Cierva Autogiro Company, Ltd. El diseño comenzó en julio de 1936 y continuó tras la muerte de De la Cierva en un accidente de avión comercial en diciembre de ese año. Basado en el autogiro C.30A, estaba previsto que el C.40 usara una versión más potente del motor Armstrong Siddeley Genet Major. Utilizando las enseñanzas del desarrollo del rotor autodinámico en curso desde 1933, el rotor del C.40 incluía tres palas flexibles para suprimir vibraciones y estaban unidas al cubo del rotor a través de juntas inclinadas y de arrastre diseñadas para proporcionarle la capacidad de despegue por salto. Tenía dos asientos lado a lado en un fuselaje de madera y la versión de producción estaba propulsada por un motor radial Salmson 9NG, cuyos problemas retrasaron la introducción en servicio del C.40 hasta mediados de 1938.

## Historia operacional
En 1938, la British Aircraft Manufacturing Company ensambló nueve C.40 en el London Air Park, Hanworth, y siete fueron entregados a la Real Fuerza Aérea británica. Los dos restantes fueron registrados por la Cierva Autogiro Company, uno se perdió en Francia en junio de 1940, y el otro fue requisado para servir en la RAF.

## Operadores
Reino Unido
- Real Fuerza Aérea británica
- Marina Real

## Especificaciones
Referencia datos: 

### Características generales
- Tripulación: Dos (piloto, observador)
- Diámetro rotor principal: 12,2 m (40 ft)
- Peso vacío: 612 kg (1348,8 lb)
- Peso cargado: 885 kg (1950,5 lb)
- Planta motriz:   . cada uno.

### Rendimiento
- Velocidad nunca excedida (Vne): 193 km/h (120 MPH; 104 kt)
- Velocidad crucero (Vc): 161 km/h (100 MPH; 87 kt)
- Alcance: 322 km (174 nmi; 200 mi)

## Aeronaves relacionadas

### Desarrollos relacionados
- Cierva C.30

### Secuencias de designación
- Secuencia C._ (Interna de la compañía Cierva): ← C.34 - C.37 - C.39 - C.40